# Wario Land 4
Wario Land 4 (ou Wario Land Advance au Japon) est un jeu vidéo de plateformes sorti en 2001 sur Game Boy Advance. Le jeu a été développé par Nintendo R&D1 et édité par Nintendo.

## Histoire
Un article de journal parle d'un trésor caché dans l'ancienne pyramide de la princesse Shokora. Pensant à l'argent qu'il pourrait ainsi obtenir, Wario décide donc d'aller dans cette pyramide. Cependant, il rencontre un mystérieux chat noir et se retrouve enfermé dans la pyramide.
Après avoir vaincu les gardiens des différentes zones, il obtient accès au repaire de la Golden Diva, entité fantomatique ayant tué la princesse pour prendre possession des lieux. Après un combat acharné, Wario retrouve le chat noir qu'il a rencontré plusieurs fois au cours de son aventure. Il s'avère que ce chat était en fait la princesse Shokora. Elle remercie Wario d'avoir vaincu la Golden Diva, et le remercie en le laissant garder l'argent qu'il a trouvé et d'un baiser sur la joue, avant de rejoindre l'après vie.

## Système de jeu
Wario Land 4 est un jeu de plateformes dans lequel le joueur prend le contrôle de Wario. Ce dernier peut marcher, sauter, attaquer à l'aide d'un violent coup d'épaule, foncer dans les blocs ou faire une charge au sol.
Tout au long du jeu, Wario doit faire face à des ennemis, dont les plus modestes peuvent être lancés. Il peut également détruire des blocs ; ce qui lui permet d'obtenir de l'argent.
Chaque monde comporte 4 niveaux, excepté le premier (qui est un didacticiel) et le dernier. Dans chaque niveau, Wario doit aller déclencher une bombe, se situant vers le bout de la scène du niveau. Une fois cette bombe enclenchée, Wario a un laps de temps défini pour retourner à l'entrée. Mais aussi, pour atteindre le niveau suivant, il doit avoir en sa possession Keyzer, une clé vivante, que l'on trouve généralement à la fin de ces niveaux. Des disques sont d'ailleurs dissimulés dans le niveau, ce qui permet d'agrémenter le mode musique.
Quatre pierres précieuses, émeraude, rubis, topaze et saphir, sont dissimulés dans chacun des quatre niveaux de chaque monde, et sont nécessaires pour débloquer la porte du repaire du boss. 
Enfin, après avoir vaincu tous les boss, Wario a accès à la pyramide dorée, c'est-à-dire le sixième et dernier monde.
Trois minijeux sont à la portée du joueur : Un jeu de baseball (se jouant avec l'écran de côté), un jeu de course à obstacles à monocycle et un jeu où il faut reproduire des visages à partir d'un modèle. Ces jeux permettent de gagner des médailles d'or ; ces médailles permettent d'obtenir des objets puissants capables d'infliger des dégâts au boss du monde.

## Item Shop
L'Item Shop est une boutique qui se trouve juste avant le boss d'une salle. Elle permet d'acheter des objets via les pièces précédemment gagnées dans les minijeux. L'objet acheté s'enclenchera et provoquera des dégâts sur le boss avant même que la partie ne commence.

## Moteur de jeu
Un autre jeu de Nintendo, Metroid: Fusion, est probablement basé sur le même moteur de jeu que Wario Land 4, des éléments de décor présents dans Wario Land 4 ont été découverts par des hackers, cachés à l'intérieur de la ROM de Metroid Fusion. Ces décors n'ont, bien entendu, pas été utilisés dans les niveaux officiels de Metroid.

## Rééditions
Le jeu est réédité sur la console virtuelle de la Nintendo 3DS le 16 décembre 2011 en Europe et aux États-Unis, puis sur celle de la Wii U le 30 avril 2014 au Japon, le 8 mai 2014 aux États-Unis et le 5 juin 2014 en Europe.